# 배럿 M82
배럿 82(Barrett M82)는 미국의 배럿 화기사 (Barrett Firearms Company)의 대물 저격총이다. 미군 특수부대를 비롯한 전 세계의 여러 부대에서 사용하고 있다. 일부 사람들에게는 대전차 저격총으로 오해 받고 있다. 하지만 구식 전차나 장갑차 등을 제압할 수 있다.

## 개요
배럿 M82는 브라우닝 M2 중기관총의 탄환 (.50 BMG)을 사용하는 대구경 저격총이다. M82는 특수목적용 스코프 장착형 소총(SASR, Special Applications Scoped Rifle)이라 하여 장거리에서 엄폐물 뒤에 숨은 적을 사살하거나 차량의 주요 부위를 쳐서 진격을 늦추거나 고장을 일으키게 하는 등의 대물(anti-material) 용도 또는 폭발물 제거(EOD, explosive ordnance disposal)의 용도로 쓰이고 있다. 대테러전에서는 여객기 납치의 경우, 여객기의 방탄유리를 뚫을 때에도 쓰인다. 인간을 향해 직접 사격하는 것이 금지되어 있다는 오해가 있지만, 이는 사실이 아니다.
1989년 100정의 배럿 M82A1을 스웨덴에 성공적으로 첫 판매하고 이듬해 1990년에 쿠웨이트와 이라크에서의 사막의 방패(Desert Shield), 사막의 폭풍(Desert Storm) 작전에서 강력하고 장거리에서의 효율적인 공격을 위해 미해병대가 125정을 사들었다. 그 뒤를 이어 미육군과 미공군도 주문하였다.
2002년에 발촉한 OSW(Objective Sniper Weapon) 프로그램의 플랫폼으로 배럿 M82가 선정되었다. 25mm 자동 유탄발사기의 저속 고폭탄을 사용하여 숨어있는 적을 효율적으로 사살하기 위한 유탄소총(Payload rifle) XM109로 이름을 짓고 시험 중이다.
몸통은 두 부분(위 아래)으로 되어 있는데 얆은 철판과 교차핀으로 눌려서 연결되어 있다. 중형 총열은 중량을 낮추고 방열을 위해 홈이 파여 있으며 효율적으로 작동하는 커다란 머즐브레이크를 갖추고 있다. 예전 모델의 M82 소총은 둥근 교차형의 소염기와 직사각형 교차 마디의 두 개의 약실 제동 장치를 갖추고 있었다.

## 기술적 설명
M82는 쇼트 리코일 방식으로 작동하는 반자동 화기이다. 총알이 발사된 후, 노리쇠와 단단히 결합된 상태의 총열은 짧은 거리(약 25 mm)를 후퇴한다. 그 뒤, 몸통의 곡선 캠 트랙에 물린 노리쇠의 돌기에 의해 노리쇠는 회전하고, 총열과의 결합이 풀린다. 노리쇠의 결합이 풀리자 마자 가속암(accelerator arm)은 노리쇠를 뒤쪽 방향으로 때린다. 이는 총열의 반동 에너지 일부를 노리쇠에 전달하는 것으로, 신뢰성있는 기능 순환을 위한 것이다. 총열은 멈춘 상태에서, 노리쇠는 계속 후퇴하면서 탄피 추출 및 배출이 일어난다. 노리쇠는 스프링에 의해 다시 전진하게 되는데, 이때 송탄 및 장전이 되며 노리쇠는 총열과 결합된다.

## 변형 또는 개량

### M82A1
1986년에 개량되었다. 방열을 위해 홈이 파이고, 스코프가 고장나거나 없을 경우를 대비해 조준사격을 할 수 있도록 가늠자와 가늠쇠가 생겼다. 그리고 운반용 손잡이와 총열과 일체인 커다란 소염기가 추가되었고, 엎드려쏴 자세에서 총의 흔들림을 줄이기 위해 개머리판 안쪽이 손잡이화되었다.

### M82A2
1987년 M82A2 불펍 소총은 어깨에 메고 쏘도록 설계되었다. 하지만 성공하지 못했고, 생산되었으나 많이 생산하진 않았다. 움직이는 목표물을 상대로 했을 때에는 적절했으나, 대공 화기로서는 부적절했기 때문이다.

### M82A3
M82A1M이라고도 하는 M82/A3는] 미해병대가 독자적으로 개량하여서 만든것이다. 리시버 상부에 긴 피카티니 레일을 장착되고, 소염기와 양각대가 분리되도록 고쳐졌다. 미해병대에서 많이 쓰고 있다.

### M90/M95
M90은 M82을 조금 단순화하여 반자동기능이 빠지고 불펍식으로 바꾸고 급약량을 반으로 줄였다. 전장은 1143mm, 총열은 737mm로 스코프를 장착하지 않았을 때의 무게가 9.98kg로 매우 성공적인 모델이다. M95는 손잡이와 방아쇠를 앞으로 조금 옮겨 손이 큰 사수라도 걸리적거리지 않게 수정하였고, 장전손잡이를 사수쪽으로 기울이고 기울기를 낮추어 빠르고 편리하도록 개량하였다.

### M99/M99-1
1999년 첫선을 보인 M99는 M95를 탄창을 끼우지 않고, 수동으로 장전하도록 단순화한 단발사격형(1280mm, 838mm, 11.36kg)이다. 시가지에서의 대저격용으로나 폭발물 제거용으로 사용된다. M99-1은 전장과 총열의 길이를 줄여 더욱 경량화한 것으로 길이는 각각 1179mm, 737mm으로 무게는 9.53kg이다. 가늠자와 가늠쇠가 빠졌으므로 스코프 없이는 조준사격을 할 수 없다.

### M107
M82A1과 A3의 장점을 혼합한 것으로 피카티니 레일의 높이가 낮아지고, 탄피가 때때로 사수의 얼굴을 강타하는 문제를 고쳤다. 2005년 8월, 4년 계약으로 3,100정을 공급하였다.

### 시제품
현재 25mm 유탄을 사용하는 OSW(Objective Sniper Weapon)계획을 위해 시험 중인 XM109가 있다.

## 사용 국가
M82 기종을 공식 채용한 국가는 아래와 같다. 30개국 중에서 확실하게 확인된 국가는 아래와 같다.
- 그리스
- 네덜란드
- 노르웨이
- 덴마크
- 독일
- 멕시코
- 미국
- 중화민국
- 불가리아
- 스웨덴
- 스페인
- 영국
- 이스라엘
- 이탈리아
- 칠레
- 포르투갈
- 핀란드
- 필리핀
- 프랑스
- 사우디아라비아
- 튀르키예

## 대중 문화
- 수많은 군사 게임 안에 등장하여 널리 알려진 화기 가운데 하나이다.
- 많은 게임에서 대전차 저격총으로 등장하지만 실은 대물저격소총이다.

## 같이 보기
- 저격총